# Tribolo (agricoltura)
Il tribolo, in latino tribulum (che deriva dal plostellum punicum importato dai cartaginesi), è un antico strumento di cui si trova la descrizione anche nella letteratura latina. Il suo utilizzo in agricoltura può essere paragonato ad una primitiva macchina trebbiatrice. Descritto come una larga pietra con scanalature od una larga tavola che aveva nella parte inferiore oggetti acuminati come chiodi in ferro, pezzi di conchiglie, selci o vetri, la stessa veniva trascinata con la forza animale sul grano o altri tipi di cereali, a volte una persona ci stava in piedi per aumentare la forza di attrito e la sua efficacia.
Il suo uso era noto già nel 6500 a.C. nella Grecia neolitica e fu una delle prime macchine agricole ad essere scoperte nell'ambito della trazione animale.